# Double maléfique
Le double maléfique est, dans les œuvres de fiction, un personnage à l'exact opposé d'un autre, dont  il représente une version négative tout en conservant son apparence physique. Le double maléfique peut être un jumeau (en anglais un evil twin) du personnage dont il est le double. Il s'apparente au mythe germanique du Doppelgänger.

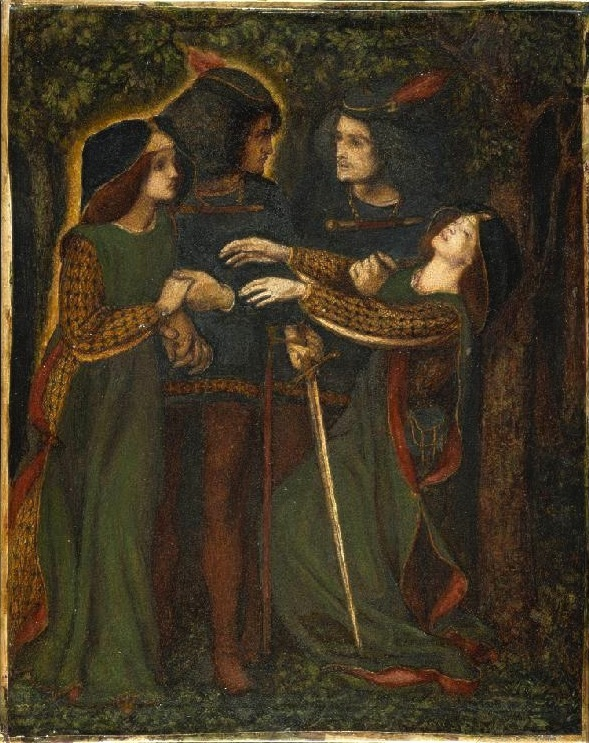
How They Met Themselves par Dante Gabriel Rossetti (vers 1860)

On trouve un usage de cet archétype en littérature et au cinéma, en bande dessinée ou encore dans les jeux vidéo.

## Exemples

### Littérature
Le Double, roman de Fiodor Dostoïevski (1846), relate les interventions malveillantes du double de Goliadkine, le personnage principal.
Le thème du double maléfique fondé sur la gémellité forme l'axe central du roman de Tom Tryon, The Other (traduit en français sous le titre Le Visage de l'autre), et du film de Robert Mulligan qu'il a inspiré. 
Le roman de Ken Follett, Le Troisième Jumeau, en propose une variante.

### Cinéma
Possession d’Andrzej Żuławski avec Isabelle Adjani, sorti en 1981.
Faux-semblants de David Cronenberg avec Jeremy Irons, sorti en 1988.
Le Double maléfique (dont le titre original est Doppelganger) est un film fantastique américain réalisé par Avi Nesher.
L'Amant double est un film franco-belge réalisé par François Ozon, sorti en 2017.

### Bande dessinée
La Maison dorée de Samarkand, sorti en 1986, où Corto Maltese découvre l'existence de son sosie, le général Timur Chevket. Il évite de s'en approcher, sa mère lui ayant appris que rencontrer son double porte malheur. C'est finalement Raspoutine qui l'assassine en s'acharnant sur lui, considérant que c'est comme s'il tuait Corto, lui permettant ainsi une sorte de défoulement.